# Благовещенка (Донецкая область)
Благовещенка (укр. Благовіщенка) — село вУкраине, находится в Волновахском районе  Донецкой области. 
До развала СССР в селе был клуб, мельница, магазин, медпункт, животноводческая ферма. Ходил автобус.
Код КОАТУУ — 1421581202. Население по переписи 2001 года составляет 78 человек. Почтовый индекс — 85727. Телефонный код — 6244.

## Адрес местного совета
85754, Донецкая область, Волновахский р-н, с. Валерьяновка, ул.Ленина, 43 а